# 2.º Distrito Congressional do Arkansas
O 2.º Distrito Congressional do Arkansas é um dos quatro distritos do estado na Câmara dos Representantes dos Estados Unidos. Situa-se na parte central do Arkansas e inclui a maior parte da capital Little Rock, seus subúrbios e áreas vizinhas.
Nas eleições de 2024, o republicano French Hill venceu o democrata Marcus Jones com 58,9% dos votos.